# انتونی ویلانووا
انتونی ویلانووا (انگلیسی: Anthony Villanueva; ۱۸ مارس ۱۹۴۵ – ۱۳ مهٔ ۲۰۱۴) بوکسور، و بازیگر اهل فیلیپین بود.